# Luna Park (Buenos Aires)
Il Luna Park è un impianto coperto multifunzione argentino di Buenos Aires; fondato nel 1930, inaugurato nel 1932 e operativo al pieno delle sue capacità dal 1934, è stato sede, nel corso degli anni, di alcuni tra i maggiori eventi sportivi indoor tenutisi in Argentina nonché tra i più importanti spettacoli, avendo ospitato sia opere teatrali che concerti classici che, infine, artisti moderni tra cui si citano Julio Iglesias, i Deep Purple, i Jethro Tull e, in precedenza, anche Liza Minnelli e Frank Sinatra, oltre a essere stata sede dell'incontro di Karol Wojtyła con i bonaerensi nel 1987.
Proprietario del Luna Park, e suo direttore dal 2002, è Esteban Livera, unico erede della famiglia Lectoure, cofondatrice dell'impianto.
Per la sua importanza nella storia e nella cultura della città, il Luna Park è classificato come monumento storico con decreto presidenziale del 2007.

## Storia
Il Luna Park originario era un terreno che sorgeva ad Avenda Corrientes 1066 negli anni venti del XX secolo: adibito a parco giochi per bambini e kermesse di vario tipo, la relativa area era di proprietà di Domingo Pace e José "Pepe" Lectoure; il nome di Luna Park era mutuato dall'italiano in virtù della sua natura di parco di divertimenti.
Quando il governo argentino espropriò le aree tra Avenida Corrientes e Avenida 9 de Julio, all'incrocio delle quali sorse Piazza della Repubblica e l'Obelisco, il Luna Park iniziò a itinerare.
A dare lo spunto alla costruzione di un impianto in grande stile fu la passione di Lectoure per il pugilato e il desiderio di ospitare un incontro storico della portata di quello di New York del 1923 tra l'idolo locale Luis Ángel Firpo e lo statunitense Jack Dempsey, valida per il titolo mondiale dei pesi massimi; con il denaro dell'esproprio José Lectoure e Ismael Pace, figlio di Domingo, costituirono nel 1930 una società per la costruzione e la gestione di un impianto coperto.
L'area fu individuata in Avenida Madero, nel settore nordorientale della città, vicino al porto, ed era in precedenza di proprietà delle Ferrovie di Buenos Aires; la prima parte dei lavori fu ultimata nel 1932, anno dell'inaugurazione come arena scoperta; il tetto fu ultimato nel 1934 e il primo grande evento che ospitò fu, nel 1935, la camera ardente di Carlos Gardel, cui per due giorni e due notti rese omaggio una moltitudine di bonaerensi in fila nell'impianto.
Disegnato in stile Streamline Moderno, senza spigoli vivi e con lunghe finestrature, il palazzo divenne presto luogo deputato a ospitare i maggiori eventi culturali e sportivi del Paese.
Nel 1950 fu la sede delle gare del I campionato mondiale di pallacanestro maschile, vinto proprio dalla formazione di casa dell'Argentina davanti agli Stati Uniti; nel 1951 affrontò l'ultima ristrutturazione esteriore cui si deve l'aspetto attuale, e ospitò le gare di pallacanestro e di pugilato dei I Giochi panamericani.
Nel 1956 la direzione del palazzo fu assunta direttamente da Juan Carlos "Tito" Lectoure, figlio di José, dal quale già aveva ereditato la proprietà; "Tito", impresario di pugilato, fece del Luna Park la sede delle principali riunioni di boxe della capitale argentina e del Paese; tra i più noti pugili che disputarono incontri validi per i titoli internazionali di categoria figurano Gregorio Peralta, Carlos Monzón e Víctor Galíndez.
Il 4 settembre 1965 il Luna Park registrò la sua massima affluenza, l'incontro valido per il titolo nazionale dei pesi massimi tra Peralta e Oscar "Ringo" Bonavena, vinto da quest'ultimo davanti a 23 500 spettatori; benché già all'epoca il palazzo non potesse contenere più di 11 000 spettatori seduti, furono staccati altrettanti biglietti per posti in piedi.
Dopo il momento storico del pugilato, il Luna Park tornò a ospitare grandi manifestazioni mondiali: nel 1982 fu la sede di alcune gare e della finale del campionato mondiale di pallavolo maschile e otto anni più tardi ospitò un girone e le finali del campionato mondiale maschile di pallacanestro; ancora, a distanza di vent'anni dalla prima volta, tornò a ospitare il campionato mondiale di pallavolo maschile nel 2002.

### Eventi extrasportivi
Il Luna Park è un impianto adatto a ospitare eventi di qualsiasi tipo, da convention a spettacoli musicali, concerti classici e pop: nel 1987, in occasione della seconda visite del papa Giovanni Paolo II in Argentina, la struttura ospitò un suo incontro con i fedeli di Buenos Aires; a esibirsi al Luna Par furono il ballerino spagnolo Joaquín Cortés, il tenore italiano Luciano Pavarotti, i cantanti statunitensi Liza Minnelli e Frank Sinatra; negli anni ottanta si esibirono alcuni dei gruppi pop più in voga all'epoca, tra cui i norvegesi A-ha, i britannici Duran Duran, i Pet Shop Boys; più recentemente è stato incluso nei tour di artisti internazionali come i Jethro Tull, i Thirty Seconds to Mars, Michael Bublé, Diana Ross.

### Proprietà
I fondatori del Luna Park furono Ismael Pace e José "Pepe" Lectoure; nel 1956 il ventunenne Juan Carlos "Tito" Lectoure, nipote di Pepe, assunse la direzione del palazzo di cui deteneva già la proprietà; decise le sorti del Luna Park fino alla sua morte avvenuta nel 2002 a 65 anni; successivamente la proprietà fu di Ernestina de Lectoure, nata in Piemonte nel 1918, vedova di Pepe, e anch'essa direttrice della struttura negli anni cinquanta; alla morte di questa, avvenuta a 95 anni nel 2013, la proprietà passò al di lei pronipote, e unico erede, Esteban Livera, che già dalla morte di "Tito" Lectoure dirigeva il Luna Park.

## Caratteristiche dell'impianto
Il Luna Park ha una capienza variabile da 1100 a più di 9000 posti a sedere, a seconda della configurazione legata al suo uso.
In particolare, per i concerti il numero massimo di spettatori ammissibile varia da 1100 a 8280; per rappresentazioni teatrali è di 4520; come stadio del ghiaccio è di 4800; come circo è di 6400; inoltre come impianto sportivo può contenere 6100 spettatori per incontri di pallamano, 8000 per incontri di pallacanestro, pallavolo e tennis e, infine, 9290, la sua capienza massima, per gli incontri di pugilato.
La superficie della sala principale, Luna Park propriamente detta, è di 7000 m², ma all'interno della struttura vi sono anche altre sale di superficie variabile, adibite a convegni, congressi, trasmissioni televisive, sale stampa e convention di partito: sono le sale Madero (300 m², 250-300 persone), Lavalle (200 m², 150-200 persone), Bouchard (200 m², 250 persone) e Blue (50 m, 60 persone).
Nel febbraio 2007 il Luna Park fu dichiarato «monumento storico nazionale» in virtù del suo ruolo avuto negli allora settantacinque anni di vita; definito un luogo che «occupa un posto centrale nell'immaginario collettivo degli argentini», il governo argentino intese riconoscere il merito a una struttura che in sette decenni ospitò eventi sportivi e culturali di rilievo; nella motivazione di conferimento dello status di monumento storico, il governo disse che «…al pari del Madison Square Garden e del Palazzo dello Sport di Parigi-Bercy, il Luna Park è uno dei più rappresentativi edifici del suo tempo».